# 保住有哉
保住有哉（日语：／ Hozumi Yūya，1993年12月14日—）是生于日本福岛县的男性声优。HIGH PINE所属。

## 经历
毕业于專門學校東京廣播學院的声优科。在School Duo接受基础3级至16级的高年课程。
2017年11月19日，作为SparQlew加入Kiramune。
2023年4月1日，通过推特宣布在3月31日离开賢Production，并从4月1日起转投Digital Double。

## 人物
爱好和特技是棒球、烹饪、美容、潜水和沟通。在推特上也经常分享化妆品等话题。

## 演出作品
※粗體字為主要角色。

### 电视动画
2017年
- 梵諦岡奇蹟調查官（约翰〈少年〉）
- 人马小姐不迷茫（副部长）
- 我的女友是個過度認真的處女bitch（黑野清史郎）
- 夢幻慶典（日高奈奈绪）

2018年
- 銀河英雄傳說 Die Neue These
 邂逅（上級生）
- 閃電十一人 阿瑞斯的天秤（小間直、下町駆）
- 佐賀偶像是傳奇（摄影会客C）

2019年
- POP TEAM EPIC（守护神）
- 偶像夢幻祭（男学生）
- ACTORS（往田詩[7]）

2020年
- 歌舞伎町夏洛克（佐助〈青年期〉）

2021年
- 回復術士的重啟人生（凱亞爾 / 凱亞爾葛[8]）
- 七騎士（吉尔丹[9]）
- 我立於百萬生命之上（友人）
- 迷宮標記者（职员）
- 異世界食堂2（乔纳森）
- 世界頂尖的暗殺者轉生為異世界貴族（贝利德）

2022年
- 足球風雲 Goal to the Future（山口一希[10]）
- 永久少年 Eternal Boys（友人、偶像、尼古莱朝仓〈学生時代〉、不良）

2023年
- 六道的惡女們（山田）
- AYAKA -綾島奇譚-（男学生C）

2024年
- 外科醫生愛麗絲（ハンス）
- 從路人角色開始的探索英雄譚（高木海斗[11]）

### 剧场版动画
2015年
- 电影 《Go！Princess 光之美少女 Go！Go！！豪華三部曲！！！》 （妖精，居民）
- 电影版 進擊的巨人 后篇～自由之翼～（训练兵）
- 排球少年！！

2016年
- 电影《光之美少女 All Stars 大家歌唱吧♪奇蹟的魔法！》

2019年
- 我的英雄学院电影英雄崛起

2023年
- 机甲英雄机斗勇者 剧场版 我与我等于无限大（里加尔特[12]）

### OVA
- 時光沙漏fragtime（2019年）

### Web动画
- 机甲英雄机斗勇者 日本版（2019年, 里加尔特[13]）

### 游戏
2016年
- 夢幻慶典（日高奈奈绪）

2018年
- 進擊的巨人2（士兵、市民、其他）
- 言靈戰士（オニオン[14]、メ火ストフェレス、ハイアシンス 他）
- でみめん（フローリス[15]）

2019年
- SD GUNDAM G世代 CROSSRAYS（普通兵声音〈少年兵A〉）

2020年
- サンクタス戦記 -GYEE-（ビリー[16]、ハート[17]）
- 最终幻想VII 重制版

2021年
- 勇者鬥惡龍 達伊的大冒險 -魂之絆-（玩家声音）

2024年
- 東京謎影者（黑鷺玲音）

### 电视剧CD
- 雙槍激鬥
- 葬除屋XRAID 电视剧CD Judge the mistakes-错误补偿-（町田一稀）
- 回復術士的重啟人生5-即死魔法与技能复制的超越治疗-（凯亚尔葛）※小说第5卷电视剧CD付特装版